# Étienne Piquiral

b Matchs officiels uniquement.
Étienne Piquiral, né le 15 juin 1901 à Perpignan (Pyrénées-Orientales), est un international de rugby, polytechnicien français, mort le 13 mars 1945  à Lübeck en Allemagne. Il fait partie de l'équipe vice-championne olympique de rugby en 1924.

## Biographie

### Origines familiales
Étienne Piquiral est né le 15 juin 1901 à Perpignan (Pyrénées-Orientales) où son père est employé des Télégraphes. Il est le troisième enfant de Julien Louis Piquiral (1865-1956) et de Rosalie Anne Come (1872-1962).

### Formation
Son père est muté à Périgueux (Dordogne) et Piquiral suit sa scolarité secondaire au lycée de la ville où il est boursier. Après l'obtention du baccalauréat ès-sciences (mathématiques élémentaires), il fait ses classes préparatoires à Bordeaux pour intégrer à tout juste 20 ans l'École polytechnique en 1921 dont il sort démissionnaire en 1923.
Il doit effectuer ensuite la dernière année de l'engagement spécial de trois ans qu'il a contracté le 1er octobre 1921 lors de son admission à l'École et est nommé le 1er octobre 1923 sous-lieutenant dans l'Artillerie à l'École d'application de l'artillerie et du génie de Fontainebleau ; il en a terminé le 30 septembre 1924 avec ses obligations militaires.

### Vie professionnelle
L'annuaire 1938 des Anciens élèves de l'École polytechnique indique qu'il travaille dans le 8e arrondissement de Paris aux Établissements Piquiral, entreprise de chauffage située 26, rue de la Pépinière.

### Seconde guerre mondiale
Le 3 septembre 1939, le Royaume-Uni, la France ainsi que l'Australie et la Nouvelle-Zélande déclarent la guerre à l'Allemagne. C'est le début de la « drôle de guerre » qui se termine le 10 mai 1940 par l'invasion des Pays-Bas, de la Belgique, du Luxembourg et de la France. Le 17 juin 1940 le nouveau gouvernement français fait des démarches auprès de l'Allemagne et de l'Italie pour connaître les conditions d'un arrêt des hostilités et le même jour Pétain s'exprime à la radio : « C'est le cœur serré que je vous dis aujourd'hui qu'il faut cesser le combat. ». Le général de Gaulle lance le lendemain son Appel du 18 Juin, engageant les Français à poursuivre la lutte et fonde un gouvernement français en exil.
Les conventions d'armistice entrent en vigueur le 25 juin 1940. Les armées française, britannique et polonaise sont vaincues sur le sol français, après une campagne d'environ quarante jours durant laquelle plus de 100 000 français, militaires et civils, ont trouvé la mort. C'est la plus grande catastrophe militaire de l'histoire de France.
Comme des milliers de Français, Piquiral, âgé de 38 ans, est mobilisé. Capitaine d'artillerie lourde au 248e régiment, il est capturé le 23 juin 1940 à Toul (Meurthe-et-Moselle) ; deux ans plus tard, en 1942, il est prisonnier de guerre à l'Oflag X-B (en) de Nienburg (Allemagne). Il décède des suites de maladie à Lübeck (Allemagne) le 13 mars 1945.

## Sportif et rugbyman

### Contexte

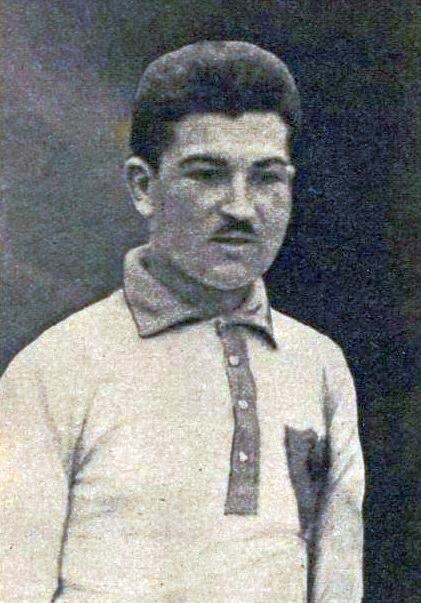
Étienne Piriqual en 1924.

Au sortir de la guerre de 14 qui aura marqué durablement et le pays et les esprits, la population meurtrie par ces années de souffrance aspire à tourner la page et à reprendre goût à l'existence comme à l'aventure. Ce sont les années folles qui commencent en 1920 et se terminent en 1929 avec le début de la Grande Dépression. Le spectacle sportif participe à cet engouement. La fréquentation des lieux sportifs augmente sensiblement au cours des années qui suivent la guerre et la presse donne à l'événement sportif une audience et une popularité croissantes. Les journaux jouent un rôle majeur dans la promotion du sport en consacrant au travers des pages sportives une notoriété au Tour de France par exemple. C'est également la presse qui familiarise le public avec les grands noms du football et du rugby. D'ailleurs, la pratique de ce sport, limitée avant la guerre aux seuls milieux aisés, s'étend désormais aux couches populaires. Le succès des Jeux olympiques de Paris en 1924 est en grande partie dû à la promotion qu'en ont faite les journaux français.
Tout en menant de front des études brillantes, Étienne Piquiral pratique des activités sportives au plus haut niveau comme ses contemporains Jean Borotra et Yves du Manoir également polytechniciens et tous trois donnent une image inhabituelle et méconnue de cette prestigieuse École.

### CA Périgourdin
Piquiral fait ses débuts en rugby au CA Périgourdin.
Mesurant 1,80 m pour 87 kg, puissant et lourd, à l'occasion excellent botteur, Étienne Piquiral est doté d'une bonne vitesse, d'une grande activité et son courage est proverbial ; il joue bien dans tous les compartiments du jeu, mais il dribble remarquablement et surtout il excelle à la touche, où il sait doser sa furia avec un sang-froid remarquable. Signe particulier : Piquiral porte un serre-tête et arbore fièrement une moustache immortalisée par le caricaturiste Raoul Cabrol.
Il occupe le poste de troisième ligne centre (ou aile) et même parfois deuxième ligne, en sélection nationale, au Racing club de France, au Football club de Lyon et au Stade français.

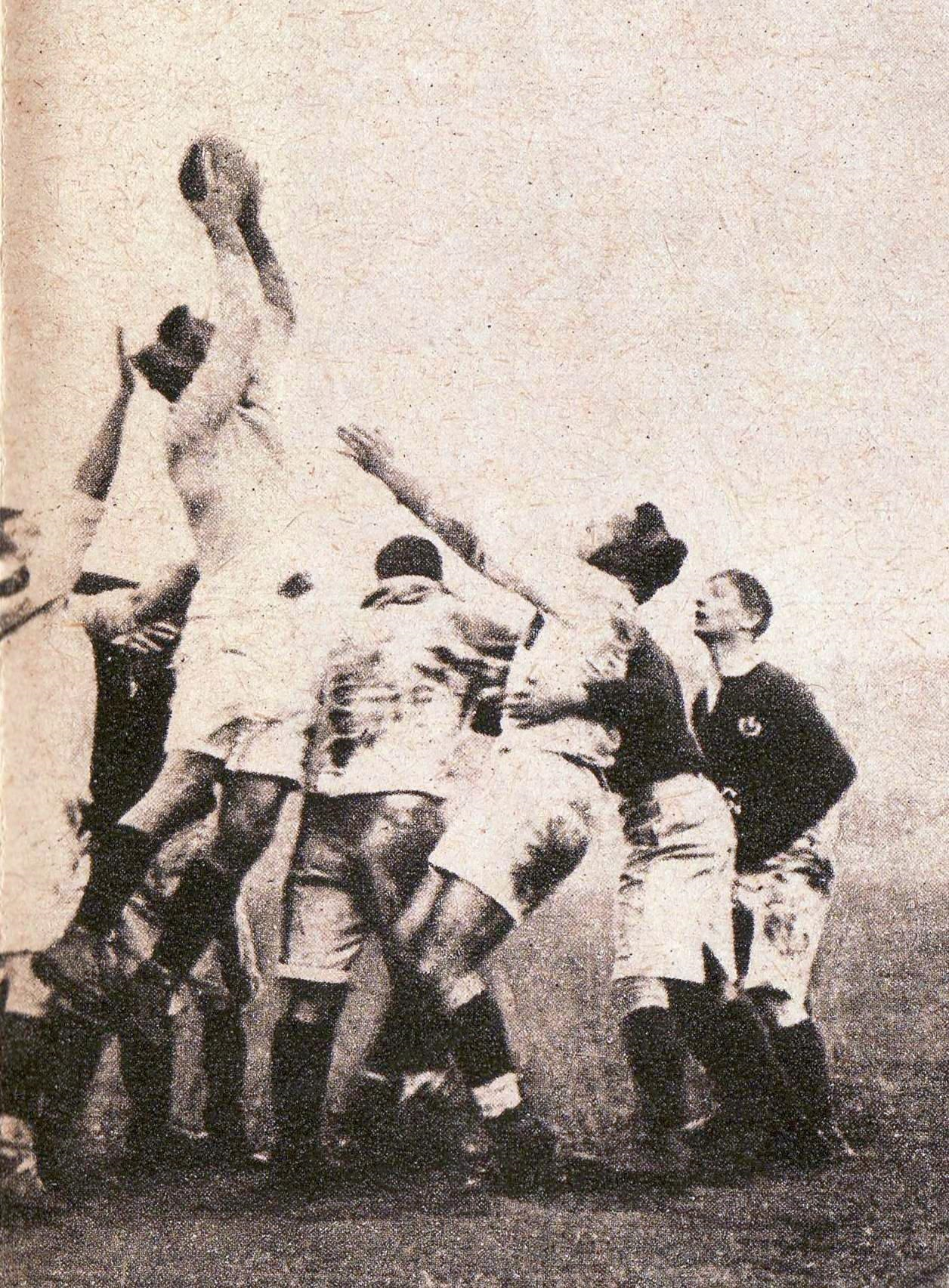
Piquiral à la touche

### Union Stade bordelais & Bordeaux Étudiants Club
Durant les trois années scolaires 1918 à 1921, Piquiral est étudiant en classes préparatoires à Bordeaux, la première année en Mathématiques supérieures suivie de deux années de Mathématiques spéciales. Il joue successivement à l'Union Stade bordelais et au Bordeaux Étudiants Club

### Racing club de France
Pour les saisons 1921-1922 et 1922-1923, Piquiral est à Polytechnique ; il demande son admission au Racing club de France.
Son club est qualifié pour la poule B des deux poules de 5 qualificatives pour la finale du championnat de France 1921-1922. L'année suivante 1923, il est encore qualifié pour la poule B des deux poules de 3 également qualificatives pour la finale du championnat de France 1922-1923 mais, dans les deux cas, le Racing club de France n'atteint pas la finale.
Élève en 1re année à Polytechnique, Piquiral fait partie de l'équipe de France militaire qui affronte à Colombes le 17 avril 1922 l'équipe britannique. L'année suivante, élève de 2e année durant la saison 1922-1923, il est sélectionné le 1er janvier 1923 pour le match Paris contre Londres disputé au stade Bergeyre ; il n'est pas en revanche de l'équipe de l'armée française qui bat à Twickenham son homologue britannique le 24 mars 1923,.
Lors de la saison 1923-1924, Piquiral fait partie de l'équipe de France B qui affronte le 25 novembre 1923 à Toulouse celle de France A, dans le match des As de préparation du Tournoi des cinq nations 1924 et, deux semaines plus tard, il est de l'équipe du « Reste de la France » qui le 9 décembre 1923 bat à Pau l'équipe de France sur le score sans appel de 12-0,.
Ses deux prestations sont convaincantes puisqu'il est ensuite sélectionné le 1er janvier 1924, dans le XV de France pour le match France-Écosse dudit Tournoi au stade Pershing à Paris et pour son premier match international, marque le second des quatre essais de la victoire française. Il est ensuite des voyages à Dublin le 26 janvier pour le match Irlande-France, puis à Twickenham le 23 février pour le match Angleterre-France. Il dispute enfin son quatrième et dernier match du Tournoi 1924 à Colombes le 28 mars 1924 contre les Gallois.
Sous-lieutenant d'Artillerie, Piquiral fait partie de l'équipe de France militaire qui affronte à Colombes le 21 avril 1924 l'équipe britannique. Le Racing club de France dispute entre-temps les poules quarts de finale du championnat de France 1923-1924 dont la finale se déroule le 27 avril 1924 au Parc Lescure à Bordeaux.
C'est ensuite au mois de mai le Tournoi olympique de rugby à XV : trois équipes sont en lice, les États-Unis (champions olympiques en titre), la Roumanie et la France où Étienne Piquiral fait partie de la sélection olympique.
Les trois équipes s'affrontent dans un tournoi toutes rondes simple au stade olympique de Colombes. Les Roumains perdent leurs deux matchs contre les Français et les Américains, ce qui fait du dernier match la manche décisive pour l'attribution du titre olympique comme lors des Jeux de 1920. Le match se déroule le 18 mai 1924 devant 20 000 personnes. L'équipe américaine bat l'équipe de France sur le score de 17 à 3.
Durant la saison 1924-1925 – fait peu connu mais à inscrire à son "tableau d'honneur" – Piquiral est le capitaine d'une équipe du Racing CF qui gagne deux matchs en Angleterre fin 1924, le premier le 26 décembre à Blackheath et le second le lendemain à Northampton : ce sont les premières victoires d'une équipe française de rugby en Angleterre (tous sports collectifs confondus d'ailleurs...).
Le 11 janvier 1925, Piquiral fait partie de la sélection française contre la Nouvelle-Zélande à Colombes. Il est sélectionné le 29 mars 1925 dans l'équipe de Paris qui, à Colombes, bat Londres et ne dispute ensuite qu'un match du Tournoi des cinq nations 1925, le dernier contre l'Angleterre qui l'emporte de justesse le 13 avril 1925 à Colombes, tandis que son club, le Racing Club de France, se qualifie pour les poules quarts de finale du championnat de France 1924-1925.
La saison suivante 1925-1926, le championnat est remanié et passe de 30 à 36 équipes : le Racing est descendu d'une division et se retrouve en championnat de France Honneur (2e division).
Cette descente n'empêche pas Piquiral de disputer à nouveau comme en 1924 tous les matchs de l'équipe de France du Tournoi des cinq nations 1926 et, comme en 1924, les Écossais lui réussissent puisqu'il marque le seul essai français lors de la rencontre qui se joue à Colombes le 2 janvier 1926. La France se déplace ensuite à Belfast le 23 janvier 1926 pour affronter les Irlandais et à Twickenham le 27 février 1926 où elle est battue par les Anglais sur le même score 11-0. Le Tournoi s'achève pour la France avec la cuillère de bois le 5 avril 1926 à Colombes contre le pays de Galles.
Piquiral est ensuite le 11 avril de l'équipe de Paris qui affronte Londres, puis le 2 mai 1926 en finale du championnat de France Honneur (2e division), il est capitaine de l'équipe du Racing qui triomphe du Sporting club mazamétain. Grâce à cette victoire, Piquiral sait que son club – qu'il va quitter en fin de saison – est désormais assuré de disputer à nouveau le championnat de première division pour la saison 1926-1927.

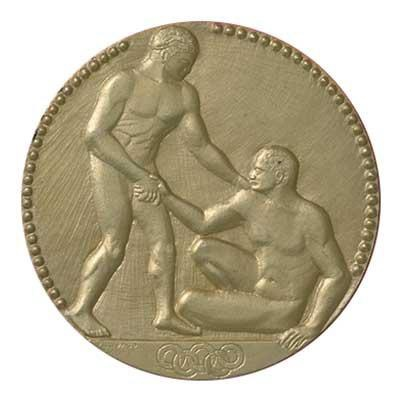
J.O. 1924 (avers)
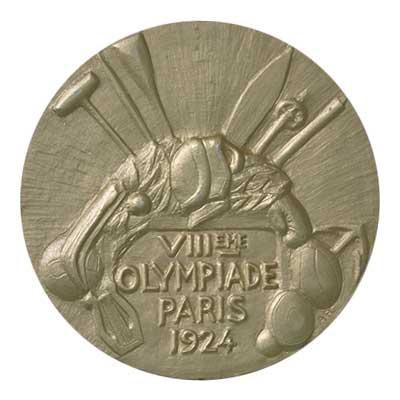
J.O. 1924 (revers)
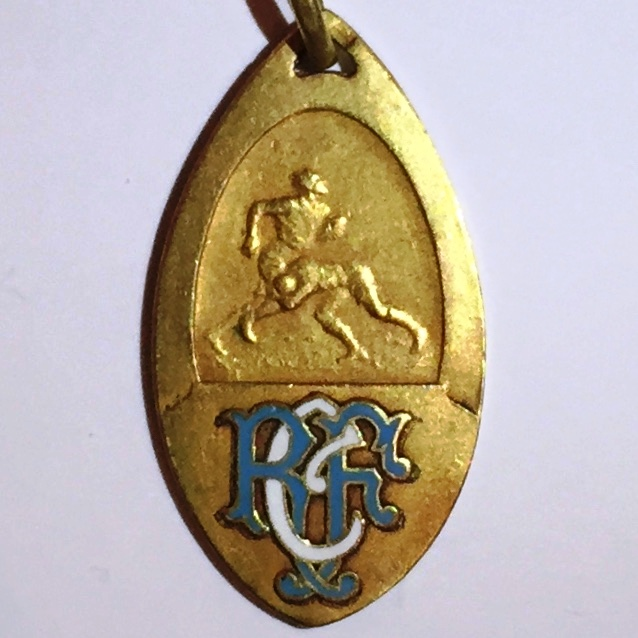
R.C.F. - 1924 (avers)
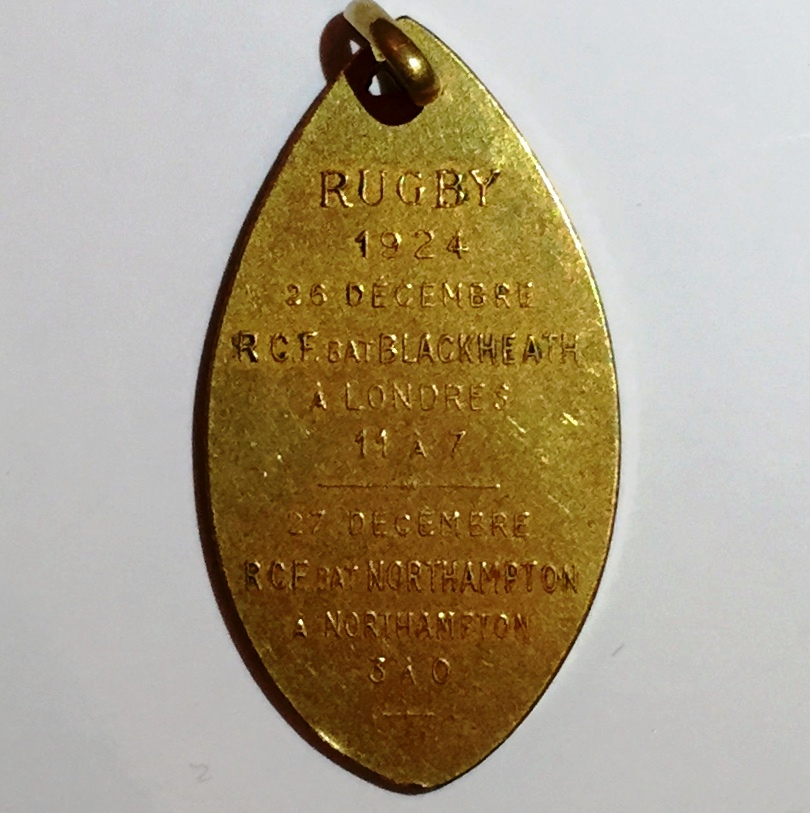
R.C.F. - 1924 (revers)

### Football club de Lyon
Pour la saison 1926-1927, Piquiral a obtenu sa mutation pour le Football club de Lyon. Elle ne l'empêche pas d'être de nouveau sélectionné dans l'équipe de France qui subit sa dernière défaite de l'année 1926 à Colombes le 26 décembre face aux Maoris. La saison de l'équipe de France se poursuit avec le Tournoi des cinq nations 1927 dont, comme en 1926 et en 1924, Piquiral va à nouveau disputer tous les matchs.
C'est d'abord le 1er janvier 1927 à Colombes la rencontre que l'Irlande remporte de justesse, suivie le 22 du même mois à Édimbourg du match avec les Écossais où, selon son habitude prise lors des deux précédentes rencontres, Piquiral va de nouveau marquer un essai, son troisième et dernier avec l'équipe de France. Le pays de Galles reçoit les Français un mois plus tard à Swansea le 22 février 1927 et remporte la victoire. La France termine le Tournoi 1927 par un exploit le 2 avril 1927 en battant enfin l'équipe d'Angleterre, et pour la première fois de son histoire à Colombes devant son public qui acclame le capitaine Jaureguyporté en triomphe.
La saison 1926-1927 de l'équipe de France se termine avec les deux test matchs contre l'Allemagne, le premier à Colombes le 17 avril 1927 remporté par les Français, les Allemands prenant leur revanche à Francfort un mois plus tard le 15 mai 1927 ; Piquiral dispute les deux rencontres et honore enfin une dernière sélection dans le Tournoi des cinq nations 1928 contre l'Angleterre, laquelle à Twickenham le 25 février 1928 prend sa revanche de sa première défaite à Colombes l'année précédente.
Piquiral ne sait pas encore qu'à moins de 27 ans, il en a terminé avec sa carrière internationale.

### Stade français
La saison 1928-1929, Piquiral devient sociétaire du Stade-Français.
À la reprise de la saison 1929-1930, dix clubs font sécession et fondent en décembre 1930 l’Union française de rugby amateur (U.F.R.A.), qui se targue de rester fidèle aux idéaux de fair play et d’amateurisme du rugby, et demande à la Fédération française de remettre de l’ordre dans sa maison. Sept d’entre eux sont d’anciens champions de France, mais ils sont exclus du championnat. Cette exclusion provoque la sécession de 14 clubs au total : Aviron bayonnais, Biarritz olympique, Stade bordelais, AS Carcassonne (demi-finaliste 1930), FC Grenoble, SAU Limoges, FC Lyon, Stade nantais, Section paloise (demi-finaliste 1930), US Perpignan, Stade français et Stade toulousain qui sont rejoints en janvier 1931 par un nouveau club, l’US Narbonne, et le Stadoceste tarbais, quart de finaliste en 1930.
Piquiral fait partie de l'équipe du Nord-Est qui bat le 22 février 1931 au Parc des Princes celle du Sud-Ouest en finale du Tournoi de France,,. On le retrouve encore à l'âge de 32 ans sur les terrains pour la saison 1932-1933,.

### Statistiques

#### En équipe de France
Étienne Piquiral dispute dix-neuf matchs internationaux avec l'équipe de France de rugby à XV : 1924 (6), 1925 (1), 1926 (5), 1927 (6), 1928 (1), soit quatorze matchs du Tournoi des Cinq Nations entre 1924 et 1928 au cours desquels il marque trois essais, les deux matchs des Jeux Olympiques de 1924 et trois test-matchs.
Vice-champion olympique en 1924 (alors qu'il est racingman), il fait ensuite partie de la 1re équipe française à battre l'Angleterre dans le Tournoi des Cinq Nations, en 1927 à Paris (équipe d'Adolphe Jauréguy, alors qu'il est temporairement lyonnais).
| Date             | Lieu                    | Compétition            | Match                    | Score | Points      |
| ---------------- | ----------------------- | ---------------------- | ------------------------ | ----- | ----------- |
| 1er janvier 1924 | Paris (Stade Pershing)  | Cinq Nations           | France - Écosse,         | 12-10 | 3 (1 essai) |
| 26 janvier 1924  | Dublin (Lansdowne Road) | Cinq Nations           | Irlande - France,        | 6-0   | -           |
| 23 février 1924  | Twickenham              | Cinq Nations           | Angleterre - France,     | 19-7  | -           |
| 27 mars 1924     | Colombes                | Cinq Nations           | France - Pays de Galles, | 6-10  | -           |
| 4 mai 1924       | Colombes                | Jeux Olympiques - 1924 | France - Roumanie,       | 61-3  | -           |
| 18 mai 1924      | Colombes                | Jeux Olympiques - 1924 | France - États-Unis,     | 3-17  | -           |
| 13 avril 1925    | Colombes                | Cinq Nations           | France - Angleterre,     | 11-13 | -           |
| 2 janvier 1926   | Colombes                | Cinq Nations           | France - Écosse,         | 6-20  | 3 (1 essai) |
| 23 janvier 1926  | Belfast                 | Cinq Nations           | Irlande - France,        | 11-0  | -           |
| 27 février 1926  | Twickenham              | Cinq Nations           | Angleterre - France,     | 11-0  | -           |
| 5 avril 1926     | Colombes                | Cinq Nations           | France - Pays de Galles, | 5-7   | -           |
| 26 décembre 1926 | Colombes                | Test match - 1926      | France - Maoris,         | 3-12  | -           |
| 1er janvier 1927 | Colombes                | Cinq Nations           | France - Irlande,        | 3-8   | -           |
| 22 janvier 1927  | Édimbourg (Murrayfield) | Cinq Nations           | Écosse - France,         | 23-6  | 3 (1 essai) |
| 26 février 1927  | Swansea                 | Cinq Nations           | Pays de Galles - France, | 25-7  | -           |
| 2 avril 1927     | Colombes                | Cinq Nations           | France - Angleterre,     | 3-0   | -           |
| 17 avril 1927    | Colombes                | Test match - 1927      | France - Allemagne,      | 30-5  | -           |
| 15 mai 1927      | Francfort               | Test match - 1927      | Allemagne - France,      | 17-16 | -           |
| 25 février 1928  | Twickenham              | Cinq Nations           | Angleterre - France,     | 18-8  | -           |

#### En sélection nationale
Étienne Piquiral dispute un match international avec la sélection nationale.
| Date            | Lieu     | Match                      | Score | Points |
| --------------- | -------- | -------------------------- | ----- | ------ |
| 11 janvier 1925 | Colombes | France - Nouvelle-Zélande, | 8-37  | -      |

#### En équipe de France militaire
| Date          | Lieu     | Match                                | Score | Points |
| ------------- | -------- | ------------------------------------ | ----- | ------ |
| 17 avril 1922 | Colombes | Armée française - Armée britannique, | 6-13  | -      |
| 21 avril 1924 | Colombes | Armée française - Armée britannique, | 17-21 | -      |

#### En sélection régionale
| Date             | Lieu                   | Match           | Score | Points |
| ---------------- | ---------------------- | --------------- | ----- | ------ |
| 1er janvier 1923 | Paris (stade Bergeyre) | Paris- Londres, | 22-14 | -      |
| 29 mars 1925     | Colombes               | Paris- Londres, | 28-18 | -      |
| 11 avril 1926    | Colombes               | Paris- Londres, | 8-11  | -      |

### Iconographie
- Colombes, 09/10/1921 – Équipe du RCF : Piquiral, 4e gauche, dernier rang
- Colombes, 19/03/1922 – Équipe du RCF : Piquiral, 4e droite, dernier rang
- Colombes, 08/04/1922 – RCF contre Blackheath : Piquiral 3e gauche
- Colombes, 17/04/1922 – Équipe de l'Armée française : Piquiral, 5e droite, dernier rang
- Colombes, 17/04/1922 – Équipe de l'Armée française : Piquiral, 5e droite
- Colombes, 01/10/1922 – Équipe du RCF : Piquiral, 3e droite, dernier rang
- Stage Bergeyre, 12/11/1922 – Équipe du RCF : Piquiral, 4e gauche, dernier rang
- Colombes, 19/11/1922 – Équipe du RCF : Piquiral, 6e droite, dernier rang
- Stage Bergeyre, 01/01/1923 – Équipe de Paris : Piquiral, 5e gauche, dernier rang
- Colombes, 28/01/1923 – Équipe du RCF : Piquiral, 6e droite, dernier rang
- Colombes, 11/01/1925 – Sélection française-Nouvelle-Zélande : M. Winston Churchill et Moro Giafferi dans les tribunes
- Galerie de photos d'Étienne Piquiral par Frédéric Humbert, auteur d'un site consacré au rugby

### Vidéos
- (en) [vidéo] « 1924 – Finale olympique de rugby – France - États Unis (3 - 17) », sur YouTube Les américains jouent avec un maillot blanc.
- (en) [vidéo] « 1926 – Tournoi des cinq nations – France - Écosse (6 - 20) », sur YouTube Les visiteurs écossais jouent avec leur maillot bleu marine.
- (en) [vidéo] « 1926 – Tournoi des cinq nations – Irlande - France (11 - 0) », sur YouTube Les visiteurs français jouent en maillot clair.
- (en) [vidéo] « 1927 – Tournoi des cinq nations – Écosse - France (23 - 6) », sur YouTube Les visiteurs français jouent avec leur maillot bleu ; Yves du Manoir, capitaine de l'équipe de France, joue son dernier match international.